# Pfarrkirche Mooskirchen

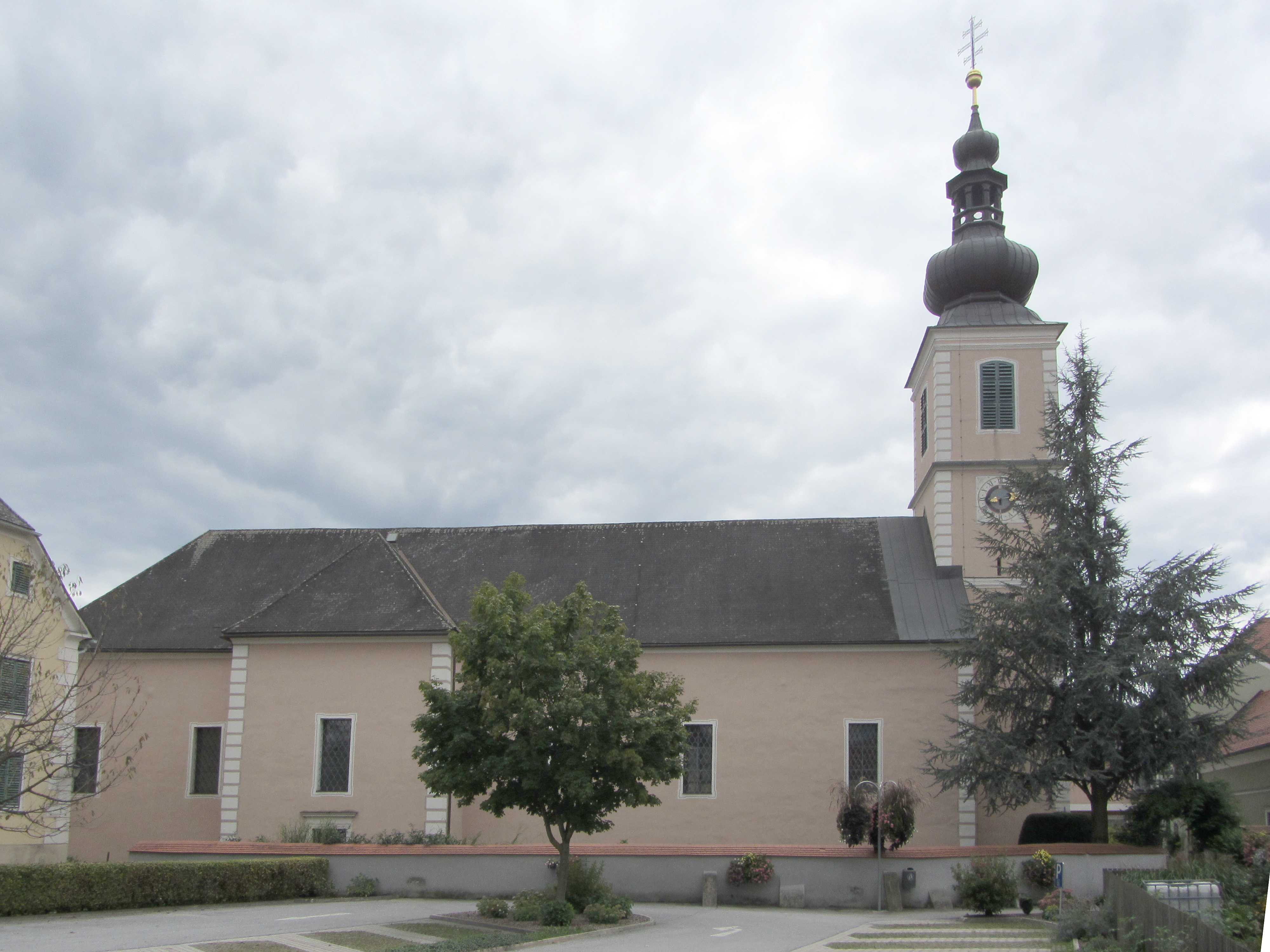
Nordansicht der Pfarrkirche (September 2012)

Die Kirche hl. Veit ist die römisch-katholische Pfarrkirche der Marktgemeinde Mooskirchen in der Weststeiermark. Ihre Geschichte führt bis in die erste Hälfte des 12. Jahrhunderts zurück.

## Geschichte
Die Kirche wurde 1136 erstmals und dann erneut 1154 urkundlich genannt. Zwischen 1452 und 1495 war sie dem Stift St. Lambrecht inkorporiert. Im 15. Jahrhundert sowie in den Jahren 1701/02 wurde die Kirche umgebaut und erweitert. Eine Innenrestaurierung fand 1971 und eine Restaurierung der Außenseite 1975 statt.

## Beschreibung

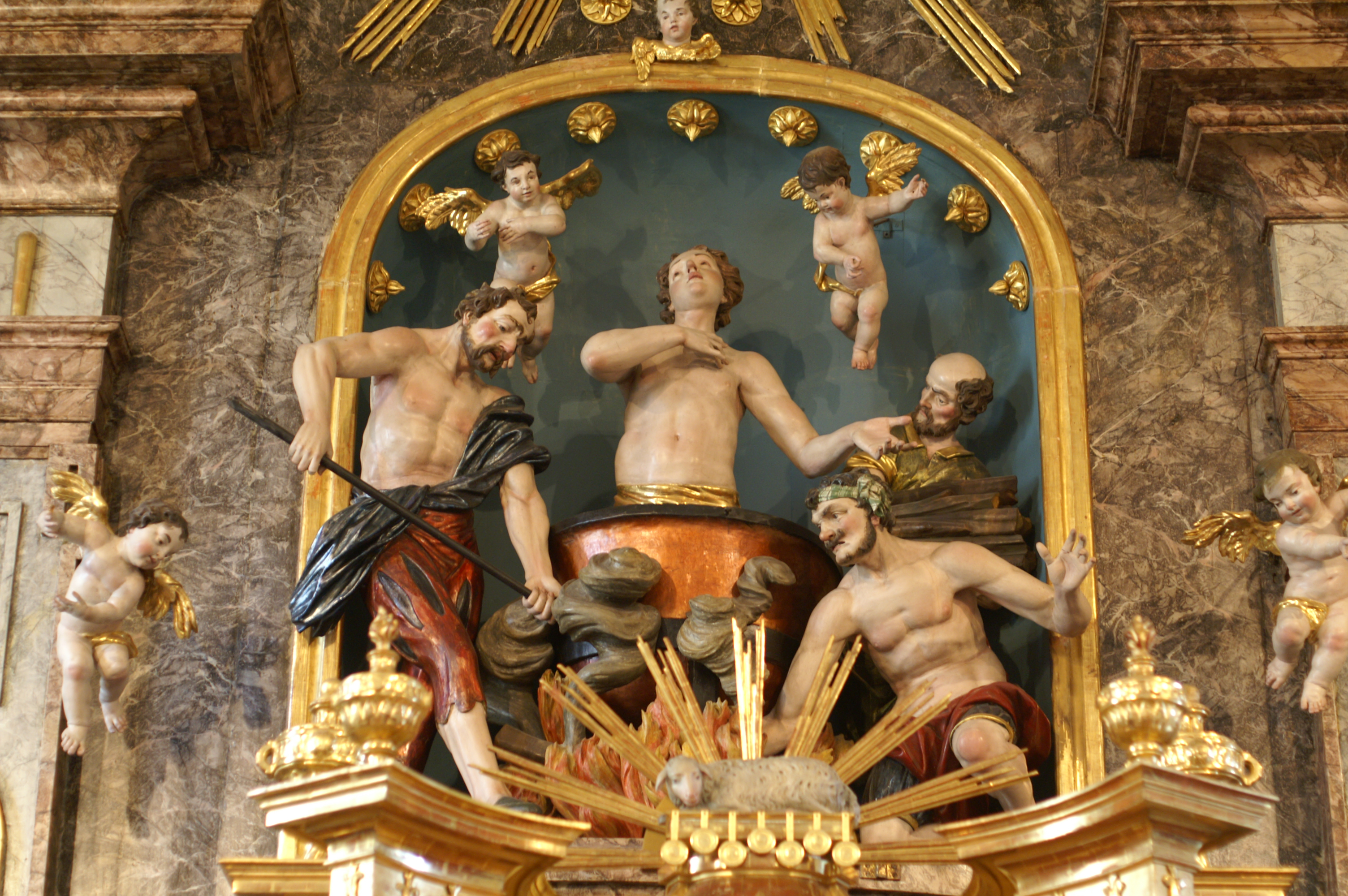
Darstellung des heiligen Veit auf dem Hochaltar der Kirche

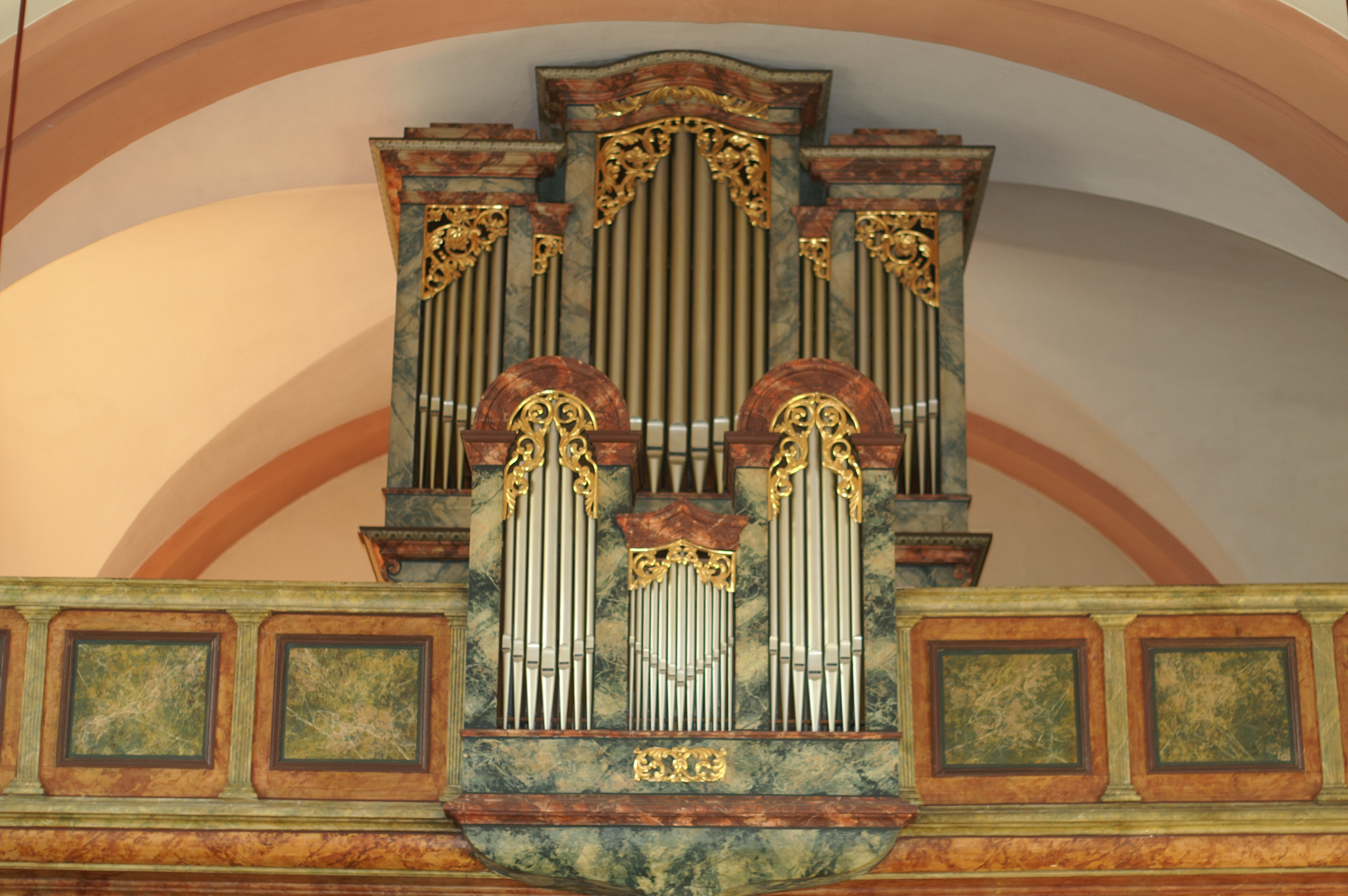
Die Orgel der Kirche

Die Kirche hat einen kreuzförmigen Grundriss. Der Kirchturm steht an der Westseite. Er wurde 1713 von Joachim Carlone auf drei Geschoße erhöht und erhielt einen Zwiebelhelm mit Laterne. Am Sturz des Turmportals befindet sich das Datum 1801. Am Turm sowie an der Südseite des Langhauses sind drei figürliche Römersteine eingemauert. 1975 wurden an der Außenseite des Langhauses zwei frühgotische Lanzettfenster mit Dreipassmaßwerk freigelegt.
Das dreieinhalbjochige Langhaus hat am östlichen Joch an zwei Seiten je einen Anbau, wodurch der Kreuzgrundriss entsteht. Zwei der Langhausjoche sind im Kern romanisch und gotisch. Der zweijochige Chor hat einen geraden Schluss. Sowohl das Langhaus als auch der Chor werden von einem auf Doppelwandpilastern mit Vorlagen ruhenden Kreuzgewölbe mit Doppelgurten überspannt. Die aus der Zeit um 1713 stammende Empore befindet sich im westlichen Teil des Langhauses. Sie hat eine hölzerne Brüstung aus der ersten Hälfte des 19. Jahrhunderts.
Der in den Jahren 1824/25 aufgestellte Hochaltar hat ein freistehendes Tabernakel aus dem Jahr 1797. Die Figuren auf dem Hochaltar wurden 1732 von Josef Schokotnigg gefertigt. Sie stellen die Heiligen Veit, Petrus, Paulus, Johannes Nepomuk und Isidor dar. Die Seitenaltäre stammen aus dem zweiten Viertel des 18. Jahrhunderts. Die Kanzel wurde laut einem Chronogramm im Jahr 1750 von Johann Piringer errichtet. Die Orgel von Josef Krainz stammt aus dem Jahr 1845. Der barocke Taufstein stammt aus der ersten Hälfte des 18. Jahrhunderts. Die barocken Wangen der Kirchenbänke wurden im zweiten Drittel des 18. Jahrhunderts gefertigt.
Die barocken Kreuzwegbilder stammen aus der zweiten Hälfte des 18. Jahrhunderts. Sie wurden teilweise 1854 übermalt. An der nördlichen Wand des Langhauses wurde 1971 ein großformatiges gotisches Fresko aus der ersten Hälfte des 15. Jahrhunderts mit der Darstellung der Apostel sowie der Legende der heiligen Katharina freigelegt.

## Glocken
Die Kirche in Mooskirchen hat fünf Glocken. Die älteste wurde 1922 von Böhler in Kapfenberg gegossen, die vier anderen 1961 vom Bochumer Glockenguss-Verein (BVG). Sie sind dem Kirchenpatron, dem heiligen Vitus, der Gottesmutter Maria, dem heiligen Josef, dem heiligen Petrus und dem heiligen Aloisius gewidmet. Die Tonfolge ist e', g', a', c, d.